# Дело о драконе-убийце (фильм)
«Дело о драконе-убийце» (англ. The Dragon Murder Case) — американский детективный фильм режиссёра Х. Брюса Хамберстоуна, который вышел на экраны в 1934 году. В основу фильма положен одноимённый роман С. С. Ван Дайна, главную роль светского джентльмена и детектива-любителя Фило Вэнса сыграл Уоррен Уильям.
В этом фильме Вэнс вместе с окружным прокурором Маркэмом (Роберт Макуэйд) и сержантом Хитом (Юджин Паллетт) расследует исчезновение светского джентльмена Монти Монтегю (Джордж Микер). Монти пропал, нырнув в усадьбе семьи Стэмм в пруд, в котором, согласно поверью, обитает дракон, который похищает людей. После обнаружения тела Монти под подозрение полиции попадает несколько человек, находившихся в усадьбе. Среди них хозяин дома, путешественник Рудольф Стэмм (Роберт Бэррат), который задолжал Монти крупную сумму денег, сестра Рудольфа и невеста убитого Бернис Стэмм (Маргарет Линдси) и молодой джентльмен Дейл Лиланд (Лайл Тэлбот), которые влюблены друг в друга, бывшая возлюбленная Монтегю Руби (Дороти Три), а также двое коллег Рудольфа — Грифф (Уильям Б. Дэвидсон) и Тэйтум (Джордж Э. Стоун) — которые откровенно не любили Монти. Вскоре происходит ещё одно убийство, после чего Вэнс раскрывает дело.
Критики высоко оценили жанровые качества этого детектива, дополненного некоторыми мистическими и страшными элементами. Вместе с тем, было отмечено, что сюжет не всегда убедителен и несколько скомкан ближе к финалу, а Уильям Уоррен в роли Фило Вэнса уступает своему предшественнику Уильяму Пауэллу.

## Сюжет
Вечером молодой джентльмен Монти Монтегю (Джордж Микер) направляется на вечеринку в загородный особняк, который принадлежит путешественнику и исследователю Рудольфу Стэмму (Роберт Бэррат) и его очаровательной сестре Бернис (Маргарет Линдси). По дороге машина Монти ломается, и с автозаправки он звонит Бернис, которая является его невестой, сообщая о случившемся. Двое гостей и коллег Рудольфа — Грифф (Уильям Б. Дэвидсон) и Татум (Джордж Э. Стоун) — в разговоре между собой выражают открытую антипатию к Монти, замечая также, что ещё один гость вечеринки, друг дома Дейл Лиланд (Лайл Тэлбот) и Бернис влюблены друг в друга. Тем временем на заправку подъезжает молодая дама Руби (Дороти Три), также приглашённая на вечеринку. Когда-то у Монти и Руби были отношения, но расстались они нехорошо. Руби соглашается подвезти Монти, и они приезжают в особняк Стэммов вместе. Ожидая их у дома, Дейл спрашивает у Бернис, почему она вдруг решила выйти замуж за Монти. Она лишь отвечает, что делает то, что, по её мнению, лучше всего. Собравшись в главном зале, гости обращают внимание на то, что хозяин дома Рудольф уже сильно пьян.
Монти предлагает пойти искупаться, а Руби между тем обращает внимание на то, что Дейл ревнует Бернис к Монти. Бернис подходит к Рудольфу, который даёт ей понять, что напился из-за того, что она выходит замуж за Монти, хотя влюблена в Дейла. Посоветовав брату пойти спать, Бернис направляется вслед за остальными во двор к небольшому, но глубокому пруду, вырытому в русле небольшой реки. Грифф первым ныряет в пруд. Вслед за ним с трамплина прыгает Монти. Потом прыгает Дейл, и все трое в темноте скрываются под водой. Первым выныривает Дейл, приглашая искупаться двух дам. Затем появляется Грифф, однако Монти не видно. Дамы начинают волноваться. Дейл ныряет под воду в поисках Монти. Затем Грифф и Дейл обследуют весь пруд, однако Монти нигде нет. Появляется Тэйтум и следом пожилая миссис Стэмм (Хелен Лоуэлл), мать Рудольфа и Бернис, которая заявляет, что в пруду водятся драконы. Так и не обнаружив Монти, Дейл звонит в полицию.
Вскоре в особняк прибывают сержант Хит (Юджин Паллетт), окружной прокурор Маркэм (Роберт Макуэйд) и его друг, детектив-любитель и светский джентльмен Фило Вэнс (Уоррен Уильям). Услышав, как Хит называет пруд «драконьим», Вэнс вспоминает имя Рудольфа Стэмма. Он достаёт энциклопедический справочник, в котором читает, что Рудольф является крупным учёным-исследователем Амазонки, Африки и Галапагосских островов, а также специалистом по тропическим рыбам. К детективам выходит Дейл, рассказывая, что давно знает Рудольфа, так как сопровождал его во многих экспедициях в поисках тропических рыб. Дейл проводит троих гостей в кабинет, объясняя причину их вызова. Он рассказывает, что Монти был отличным пловцом, и он не мог удариться головой о дно, так как пруд в том месте слишком глубокий. Дейл полагает, что вполне возможно, произошло убийство, так как в доме было много людей, которые много пили, и ни один из них не испытывал любви к Монти, а многие — и друг к другу. Он не скрывает, что не любит Монти из-за его помолвки с Бернис, в которую сам влюблён. Входит Руби, которая заявляет, что всё, что мог сказать Дейл, это ложь, и что это он убил Монти, так как знает драконий пруд лучше всех и нырял вместе с Монти. Вэнс отвечает, что сначала надо найти тело, и они с утра первым делом займутся этим, осушив пруд.
Услышав всплеск воды, вся группа направляется к пруду, где двое полицейских осматривают бассейн. Дейл говорит, что индейцы называли пруд «местом водяного чудовища» или дракона. Вэнс предлагает Маркэму вернуться в дом, чтобы поговорить с Рудольфом, которого застают спящим в своей кровати. Наблюдающий за ним врач сообщает, что по информации гостей, Рудольф весь вечер очень сильно пил, однако к завтрашнему утру должен быть в норме. Понимая, что сейчас с Рудольфом разговаривать бесполезно, Вэнс и Маркэм уходят. Им на встречу выходит миссис Стэмм, заявляя, что Монти убил старый водяной дракон, который живёт в пруду. Дракон уже полвека оберегает жизни и состояния членов этой семьи. Миссис Стэмм говорит, что Монти был им врагом, так как планировал жениться на её дочери Бернис, которой он не был достоин. И она утверждает, что лично видела дракона.
На следующее утро из пруда через специальные шлюзы сливают воду. К наблюдающим за этим Вэнсу и Хиту подходит Рудольф, извиняясь за своё вчерашнее состояние. Руби, и это через окно случайно слышит Дейл, говорит Гриффу, что подозревает в убийстве Дейла, однако, когда она сказала об этом Вэнсу, тот не воспринял её слова серьёзно. Грифф просит рассказать ему её версию подробнее и закрывает окно. Полицейские обследуют осушённый пруд, но ничего на дне не находят. Вэнс решает самостоятельно осмотреть дно пруда. Когда Грифф из дома в бинокль следит за происходящим у пруда, к нему подходит любопытный Тэйтум. На дне Вэнс обнаруживает трёхпалые следы с когтями, которые ведут от трамплина в центре бассейна прямо к берегу.
Вэнс, Маркэм и Хит приходят к миссис Стэмм, чтобы расспрсить её о странных следах на дне пруда. Она говорит, что дракон прячет своих жертв в каком-то сакральном месте. Вэнс просит Бернис показать карту территории усадьбы, на которой она указывает на несколько странных мест, которые называют «выбоинами». Это, как поясняет Дейл, природные трещины в земле, внешне напоминающие воронки от снарядов. Вэнс, Маркэм и Хит отправляются осмотреть эти выбоины, на дне одной из которых Вэнс замечает тело Монти. Коронер, доктор Доремус (Этьен Жирардо) сообщает, что в лёгких Монти нет воды, следовательно, он не утонул. Кто-то схватил Монти за горло, когда тот нырнул в пруд, и задушил его. Следы на горле и груди похожи на следы от когтей. Вэнс напоминает Маркэму и Хиту, что Рудольф около 15 лет изучал экзотических морских животных, и мог открыть что-то интересное.
В доме на столе они обнаруживают книги и газетные вырезки о Лох-несском и других морских чудовищах, подозревая, что кто-то изучал эту тему. Появляется Рудольф, которому детективы сообщают о трёх отметинах от когтей на теле Монти, однако учёный лишь смеётся над этим. После его ухода появляется Бернис, которая подтверждает, что от её помолвки с Монти далеко не все были в восторге, так как его не любили Грифф, Тэйтум и Дейл. В этот момент раздаются крики, и вся группа направляется на шум в соседнюю комнату, где Грифф душит Тэйтума за то, что тот обвинил его в убийстве Монти. Выпроводив дам и Тэйтума, Вэнс допрашивает Гриффа, который заявляет, что вчера в пруду ничего странного не заметил. После его ухода, Вэнс высказывает предположение, что Грифф всё-таки что-то увидел, но скрывает это. Появляется миссис Стэмм, которая заявляет, что дракон ещё не закончил, он вернётся и ударит снова.
После отъезда детективов дворецкий Трейнор (Артур Эйлсворт) относит выпивку Рудольфу, однако дверь в его комнату открывает Грифф, забирая поднос и закрывая дверь. В два часа ночи дворецкий просыпается от шума во дворе. Вооружившись тростью, он выходит к пруду, где его бьют по голове, и он, потеряв сознание, падает. Ночью Вэнсу звонит Маркэм, сообщая о происшествии, после чего Вэнс немедленно выезжает в усадьбу. По информации коронера, дворецкого 4-5 часов назад ударили тупым предметом по голове, и он до сих пор не пришёл в сознание. Дейл рассказывает Вэнсу и Маркэму, что лёг спать около часа ночи и не слышал ничего необычного.
Вэнс спрашивает у миссис Стэмм, где находится ключ от фамильной усыпальницы, которая находится около пруда. Она сообщает, что в течение 15 лет ключ был спрятан в её комнате в шкатулке, но сейчас его там нет. Когда выясняется, что пропал Грифф, Маркэм и Хит решают, что убийство совершил именно он, после чего подался в бега. Вэнс просит их найти ключ от усыпальницы Стэммов, а сам уезжает в порт, привозя оттуда группу водолазов. Тем временем Маркэм и Хит, которые обнаружили ключ под подушкой у Тэйтума, решают допросить его. В этот момент появляется Вэнс, который собирается показать, как был убит Монти. Собрав всех у пруда, Вэнс просит каждого встать туда, где он находился в момент исчезновения Монти. Одному из людей Хита Вэнс поручает изображать Гриффа, Дейл будет изображать Монти, а за самого Дейла Вэнс просит сыграть Рудольфа. Пока все переодеваются в купальные костюмы, Вэнс просит полицейских навести свет на пруд необходимым образом. Когда все собираются снова, Дейл ныряет в воду, а затем с трамплина прыгает и Рудольф. Вэнс засекает на часах, сколько они находятся под водой. Когда Дейл и коп выныривают, дамы замечают на противоположном берегу появившуюся из воды лапу с когтями. Когда «монстр» выходит на берег на противоположной стороне пруда, к нему подходят полицейские, посаженные там Вэнсом. «Монстр», которым оказывается один из портовых водолазов, поясняет, что Рудольф потерял сознание сразу, как только он положил на него свои руки.
Рудольфа в бессознательном состоянии поднимают на берег и относят в дом. Доктор говорит, что у него шок, а в лёгкие попала вода. Хит показывает Доремусу, что следы на теле Монти оставил водолазный ботинок и специальная водолазная перчатка с крючками на ней. Маркэм заявляет, что подозревает Гриффа, ходившего с Рудольфом в экспедиции и разбирающегося в водолазном снаряжении. Вэнс полагает, что прежде необходимо найти тот водолазный костюм, который использовался во время убийства Монти, а также человека, который его использовал. Вэнс ведёт всех в усыпальницу около пруда, обнаруживая на полу гардению, которую в последний раз при встрече видел у Гриффа. Затем они находят на полу тело мёртвого Гриффа. Осматривая саркофаги, Вэнс замечает, что у одного из них ослабли зажимы. Он открывает его, обнаруживая внутри водолазное снаряжение.
После этого Вэнс собирает всех, рассказывая историю произошедшего: Как все помнят, в ночь убийства Рудольф лежал на кушетке, и от него сильно разило виски. На самом деле, в начале вечера он только делал вид, что пьёт. Он незаметно сливал своё виски в кадку с деревом рядом с ним, где от земли до сих пор пахнет алкоголем. Вчера пока все переодевались, совершенно трезвый Рудольф выскользнул из боковой двери и незаметно пробрался в усыпальницу, где надел водолазный костюм и был уже под водой, когда в бассейн нырнул Монти. После того, как всё было сделано и он спрятал тело, Рудольф вернулся на свою кушетку и выпил почти литр виски. Поэтому доктор осматривал уже совершенно пьяного Рудольфа. Как далее сообщает Вэнс, Рудольф задолжал Монти крупную сумму денег. Приходящий в себя Рудольф подтверждает это, однако заявляет, что убил его по другой причине. Вэнс продолжает, что Монти использовал этот долг как рычаг, чтобы добиться брака с Бернис. А Гриффа Рудольфу пришлось убить, потому что тот слишком много знал. Рудольф говорит, что Грифф сам виноват, что вёл слежку. Дейл обнимает и уводит подошедшую Бернис.

## В ролях
- Уоррен Уильям — Фило Вэнс
- Маргарет Линдси — Бернис
- Лайл Тэлбот — Дейл Лиланд
- Юджин Паллетт — сержант Хит
- Хелен Лоуэлл — миссис Стэмм
- Роберт Макуэйд — Маркэм
- Роберт Бэррат — Рудольф Стэмм
- Дороти Три — Руби
- Джордж Э. Стоун — Кен Тэйтум
- Этьен Жирардо — доктор Доремус
- Джордж Микер — Монти Монтагю
- Роберт Уорик — доктор Холлидэй
- Уильям Б. Дэвидсон — Грифф
- Артур Эйлсворт — Трейнор
- Чарльз С. Уилсон — детектив Хеннесси

## Создатели фильма и исполнители главных ролей
В 1930-е годы режиссёр Х. Брюс Хамберстоун поставил двадцать из своих 67 фильмов, среди которых наиболее успешными были помимо этого фильма четыре детективные картины про гавайского сыщика Чарли Чана 1936—1938 годов.
В период до введения в Голливудском кино Кодекса Хейса в 1934 году Уильям Уоррен сделал себе имя ролями «мошенников, соблазнителей и распутников». В связи с переменами в кинематографе после 1934 году Уильям был вынужден сменить амплуа. На его счастье коллега по Warner Brothers Уильям Пауэлл только что отказался от роли детектива-любителя Фило Вэнса, и она досталась «аристократичному и саркастичному Уильяму». Как отметил историк кино Клифф Алиперти, «это было бы первое из многочисленных появлений Уоррена Уильяма в роли детектива на экране». После этой картины Уильям сыграл «неутомимого адвоката» Перри Мейсона в четырёх фильмах по произведениям Эрла Стэнли Гарднера — «Дело о воющей собаке» (1934), «Дело о счастливых ножках» (1935), «Дело о любопытной новобрачной» (1935) и «Дело о бархатных колготках» (1936), которые стали наиболее успешными детективными фильмами Уильяма. В последний раз Уоррен исполнил роль Вэнса в 1939 году в фильме «Дело об убийстве Грейси Аллен» (1939), который значительно уступает это картине.
Маргарет Линдси сыграла с Уорреном в фильме «Дело о любопытной новобрачной» (1935), была партнёршей Джеймса Кэгни в фильмах «Джимены» (1935) и «Парень из Фриско» (1935), Пола Муни — в криминальной драме «Город на границе» (1935), а позднее исполнила главную женскую роль в пяти фильмах о детективе Эллери Куине 1940—1942 годов.
После предыдущей картины о Фило Вэнсе «Дело об убийстве в питомнике» (1934) в этом фильме снова появляются Роберт Макуэйд в роли окружного прокурора Маркэма, Юджин Палетт в роли сержанта Хита и Этьен Жирардо в роли коронера доктора Доремуса. Юджин Паллетт в пятый раз появляется в качестве сержанта Хита, до этого сыграв эту роль во всех фильмах Пауэлла в этом сериале.

## История фильмов о Фило Вэнсе
Всего в период с 1929 по 1947 год в Голливуде вышло 15 фильмов о детективе Фило Вэнсе. Первым среди них была картина студии Paramount Pictures «Дело об убийстве канарейки» (1929), в которой главную роль сыграл Уильям Пауэлл. Лента снималась как немая, но затем была частично переснята со звуком. Она пользовалась успехом, после чего Пауэлл сыграл Вэнса ещё в двух фильмах Paramount- «Дело об убийстве Грина» (1929) и «Дело об убийстве Бенсона» (1930). В 1930 году свой первый фильм о Вэнсе — «Дело об убийстве епископа» (1930) — выпустила студия Metro-Goldwyn-Mayer, роль детектива в нём сыграл Бэзил Рэтбоун. В 1933 году Пауэлл снова появился в роли Вэнса на конкурирующей студии Warner Bros. в фильме «Дело об убийстве в питомнике» (1933), за которым последовал этот фильм. В 1935 на MGM вышла лента «Дело об убийстве в казино» (1935) с Полом Лукасом в роли Вэнса, а ещё год спустя — «Дело об убийстве в саду» (1936), где главную роль сыграл Эдмунд Лоу. Это был последний фильм MGM о Вэнсе, после чего в 1937 и 1939 годах ещё два фильма выпустила студия Paramount и 1940 году один фильм выпустила Warner Brothers. Наконец, уже после Второй мировой войны три фильма о Вэнсе выпустила студия бедного ряда Producer’s Releasing Corporation (эти три фильма не основывались на произведениях Ван Дайна).

## История создания фильма
Это второй фильм студии Warner Bros. о Фило Вэнсе, герое романов детективного автора С. С. Ван Дайна.
Газета Motion Picture Herald отметила, что это был первый фильм о Фило Вэнсе, в котором главную роль сыграл Уоррен Уильям.
Согласно современным источникам, первоначально сценарий этого фильма был предложен режиссёрам Майклу Кёртису, Арчи Мэйо, Мервину Лерою и Альфреду Грину, но все они отказались от него.
Фильм находился в производстве с 11 мая до середины июня 1934 года и вышел на экраны 25 августа 1934 года.

## Оценка фильма критикой

### Общая оценка фильма
Как написал после выхода картины обозреватель «Нью-Йорк Таймс» Мордонт Холл, «в очередной раз зрителям предоставляется возможность убедиться в удивительных способностях аса криминалистики Фило Вэнса, которого в нынешнем фильме вместо обычного Уильяма Пауэлла играет Уоррен Уильям». По словам критика, в этом фильме «выдающийся ученик Шерлока Холмса сталкивается с тайной, возможно, еще более загадочной, чем все те, за которые он брался ранее». Как полагает Холл, фильм, «несомненно, вызывает любопытство, поскольку показанные в нём события определённо необычные и странные». Вместе с тем, «развязка едва ли удовлетворительна, поскольку не совсем ясно, как мистер Вэнс приходит к своим выводам». Кроме того, «несколько человек, как это бывает в большинстве детективов об убийствах, ведут себя так, как будто они и есть убийцы». Не совсем понятно, «почему они ведут себя так подозрительно, но им удается обмануть аудиторию, что, в конце концов, и является целью (авторов)».
Современный историк кино Хэл Эриксон отмечает, что этот фильм, «не будучи особенно загадочным детективом, лучше смотрится как драма, с некоторыми по-настоящему жуткими кадрами благодаря неизменно надёжному оператору Тони Гаудио». Ричард Харланд Смит полагает, что это лишь «частично детектив, а частично триллер в старом тёмном доме», который «заигрывает с настоящим ужасом, намекая на то, что преступник, совершивший ужасное убийство, может быть настоящим монстром».
Батлер считает, что «к сожалению, сценарию не хватает остроумия и изюминки, а сюжет на самом деле не складывается — не уделено достаточного внимания тому, чтобы сделать происходящее правдоподобным». Кроме того, не вполне понятно, откуда у Вэнса появилась информация, необходимая для того, чтобы раскрыть дело. С другой стороны, критик отмечает эффективную работу режиссёра Хамберстоуна, некоторые интересные сюжетные моменты, а также сильный актёрский состав второго плана. Как резюмирует Батлер, «высидеть фильм до конца нетрудно; просто это не совсем то удовольствие, на которое рассчитываешь».
Клифф Алиперти считает, что «фильм сам по себе интересен, даже если в конечном итоге разочаровывает» из-за «немного неуклюжего финала». Как пишет критик, «тени ужаса витают над происходящим», поскольку подозреваемым на протяжении большей части картины действительно является дракон. Алиперти считает, что фильм «столь же увлекателен, как и все самые лучшие детективы 1930-х годов, и Уоррен Уильям показывает то, что теперь, оглядываясь назад, становится очевидным: он прекрасный кинодетектив. Он правдоподобен в роли самого умного из персонажей, а его юмор, хотя он и мрачнее, чем обычно, остаётся на высоте». Как продолжает критик, «Дело об убийстве в питомнике» с участием Пауэлла обычно считается лучшим из фильмов о Вэнсе. В частности, критик Уильям К. Эверсон написал, что хотя Уильям «был логичным преемником Уильяма Пауэлла», тем не менее, «Дракон» «намного ниже стандартов „Питомника“, во многом из-за большего мастерства режиссёра Майкла Кертиса в этом жанре по сравнению с Хамберстоуном».

### Оценка актёрской игры
Оценка игры Уоррена Уильма у критиков строится в сопоставлении с работой Уильяма Паэулла в этой роли. Так, Мордант Холл из «Нью-Йорк Таймс» пишет, что «Уильям, хотя и честно выполняет свою работу, тем не менее, справляется с ролью не так легко и гладко, как это делал мистер Пауэлл». По мнению Крейга Батлера, «этот фильм мог бы стать довольно значимой частью цикла о Фило Вэнсе, если бы Вэнса сыграл Уильям Пауэлл. Пауэлл был идеальным кинематографическим Вэнсом, привнеся в роль свою уникальную смесь учтивости, забавности и острого ума, и добавив искру своей харизмы, которая оживила персонажа. С Пауэллом во главе даже при ничем не примечательном сценарии можно было бы сделать фильм, который, по крайней мере, приятен и увлекателен. К сожалению, „Дракону“ приходится довольствоваться невдохновленным Уорреном Уильямом, который выступает очень плохой имитацией Пауэлла».
Хэл Эриксон считает, что «Уильям на удивление сдержанно играет сыщика-дилетанта Фило Вэнса», а Дерек Уиннерт полагает, что «Уильям успешно заменяет Уильяма Пауэлла в роли Вэнса в этом эффектном мистическом триллере режиссёра Брюса Хамберстоуна». По мнению Алиперти, «Уильям играет роль Вэнса так же умно, как когда-либо играл Пауэлл, с достаточным количеством юмора, чтобы поддержать человеческий образ Вэнса». Критик пишет, что «сравнения с Пауэллом неизбежны, когда смотришь Уильяма в роли Вэнса». При этом различия между финальной ролью Пауэлла в роли Вэнса и появлением Уильяма в этом фильме незначительны. «Пауэлл, возможно, немного более жизнерадостен, чем Уильям, хотя и не так развязен, как его более поздний персонаж Ник Чарльз (из „Тонкого человека“). У Уильяма больше холодного юмора, он более интеллектуален, даже в некотором роде сноб, что особенно заметно, когда он сыпет латинскими научными названиями, обсуждая коллекцию тропических рыб Стэмма». В целом, «Вэнс у каждого из двух актёров похож на традиционный образ каждого из них, хотя и не обязательно, что это их лучший образ. Уильям берётся за эту роль так, как если бы это была одна из его самых драматичных ролей, без того подмигивающего разврата, за который его так любили в знаменитых фильмах, выпущенных до Кодекса Хейса». Уильям Пауэлл до перехода на MGM уже был опытным актёром, но ещё не полностью развился в звезду, которая засияла значительно ярче в фильмах из серии про Тонкого человека и в других блокбастерах MGM. «В то время как оба играют Вэнса как Вэнса, каждый из них достаточно образен и по-актёрски индивидуален».